# Giovanni Maria Bononcini
Giovanni Maria Bononcini (getauft 23. September 1642 in Montecorone; † 18. November 1678 in Modena) war ein italienischer Violinist und Komponist.

## Leben
Seine Ausbildung erhielt Bononcini höchstwahrscheinlich durch Marco Uccellini. Im Vorwort zu seinem Lehrwerk „Musico prattico“ (op. 8) erwähnt Bononcini, dass er bei Padre Agostino Bendinelli (1635–1703) Kontrapunkt studiert hat. Er wirkte zunächst als Kapellmeister an den Kirchen San Giovanni in Monte (Augustiner-Chorherren) und San Petronio in Bologna und war Mitglied der hochangesehenen Accademia Filarmonica. Bononcini folgte 1671 dem Ruf nach Modena, dort war er zunächst als Hofviolinist der Herzoginwitwe Laura d’Este und ab 1674 bis zu seinem Tode auch als Domkapellmeister tätig. Seine drei Söhne Giovanni Bononcini (1670–1747), Antonio Maria Bononcini (1677–1726) und Giovanni Maria Angelo Bononcini (1678–1753) waren ebenfalls bekannte Komponisten.

## Werk
Er schuf Vokal- und Instrumentalmusik für verschiedenste Besetzungen und machte in seiner Instrumentalmusik einen deutlichen Unterschied zwischen dem da chiesa- und dem da camera-Stil. Durch das Gruppieren von mehreren Tanzstücken (Bononcini komponierte derer rund 150) entstand die Kammersonate (opp. 4, 9, 7, 12). Im Bereich der Kirchensonate gab er der bestehenden Canzonensonate mit häufigen Rhythmuswechseln eine feste Form mit mehreren Sätzen. Seine 29 Triosonaten bilden mit ihrer Satzform, ihrer Kantabilität und der kraftvollen Klangfarbe eine wichtige Vorstufe zu Arcangelo Corellis Stil. In einigen Sonaten ist die Skordatur erfordert. In seinem Vokalwerk dominiert die solistische Stimme, während die Instrumentalbegleitung deutlich im Hintergrund bleibt. Bononcini war auch als Musikschriftsteller tätig.

### Werke
- op. 1 Primi Frutti del Giardino Musicale à due violini e basso (Venedig, 1666)
- op. 2 Sonate da camera, e da ballo a 1, 2, 3, e 4 (Venedig, 1667)
- op. 3 Varii fiori del giardino musicale, overo Sonate da camera … aggiunta d’alcuni canoni, für 2 Violinen, Viola und B. c. (Bologna, 1669)
- op. 4 Arie, correnti, sarabande, gighe, & allemande für Violine und Cello oder Spinett (Bologna, 1671)
- op. 5 5 Sinfonie, allemande, correnti, e sarabande à 5–6 stromenti, aggiunta d’una sinfonia a quattro, che si può suonare ancora al contrario (Bologna, 1671)
- op. 6 Sonate da chiesa à due violini (Venedig, 1673)
- op. 7 Ariette, correnti, gighe, allemande, e sarabande für 1–4 Instrumente (Bologna, 1673)
- op. 8 Das kontrapunktische Lehrwerk Musico prattico che brevemente dimostra il modo di giungere alla perfetta cognizione di tutte quelle cose, che concorrono alla composizione de i canti, e di ciò ch’all’arte del contrapunto si ricerca (Bologna, 1673; deutsche Übersetzung Stuttgart, 1701)
- op. 9 Trattenimenti musicali à tre & à quattro stromenti (Bologna, 1675)
- op. 10 Cantate per camera a voce sola, libro primo, für Sopran oder Bass und B. c. (Bologna, 1677)
- op. 11 Cantate per camera a voce sola, libro secondo, für Sopran, Alt oder Bass und B. c. (Bologna, 1678)
- op. 12 Arie e Correnti à tre, due violini e violone (Bologna, 1678)
- Zahlreiche Madrigale und Arien
- 1 Oper I primi voli dell’aquila Austriaca del soglio imperiale alla gloria (Modena, 1667)